# Proeuphractus
Proeuphractus és un gènere extint de mamífers cingulats de la família dels clamifòrids o, segons altres classificacions, dels dasipòdids, que visqueren a Sud-amèrica des de l'Oligocè inferior fins al Miocè superior, fa entre 5,3 i 29 milions d'anys. Se n'han trobat restes fòssils a l'Argentina i l'Uruguai. Era un parent molt proper dels armadillos d'avui en dia. Semblava un armadillo de sis bandes, però era molt més gros i superava fins i tot les dimensions de l'armadillo gegant. El nom genèric Proeuphractus significa ‘abans d'Euphractus’.